# Laura Coombs
Laura Coombs (* 29. Januar 1991 in Gravesend) ist eine englische Fußballspielerin. Die Mittelfeldspielerin spielte von 2007 bis 2011 für den Arsenal Women FC, anschließend bis 2017 für Chelsea FC Women, dann bis 2019 für den Liverpool FC Women und seit 2019 für Manchester City, wobei sie zwischenzeitlich immer wieder mal verliehen wurde. 2015 spielte sie eine Minute für die englische Nationalmannschaft, wurde dann aber erst wieder beim Arnold Clark Cup 2023 eingesetzt.

## Werdegang

### Vereine
Coombs begann mit sieben oder acht Jahren mit dem Fußballspielen in einer Jungensmannschaft, die vom Vater ihres besten Freundes trainiert wurde, wobei sie das einzige Mädchen in der Mannschaft war. Später wechselte sie in die Jugendakademie des FC Arsenal. 2007 spielte sie erstmals in der ersten Mannschaft und 2009 in der UEFA Women’s Champions League 2009/10 im Sechzehntelfinale gegen PAOK Thessaloniki. Beim zweiten 9:0-Sieg erzielte sie das letzte Tor. Im Sommer 2011 spielte sie für den W-League-Club Los Angeles Strikers, anschließend wechselte sie zum Chelsea FC Women und spielte dort in der ersten Austragung der FA Women’s Super League. Im Dezember 2015 wurde sie für die Saison 2016 an den FC Liverpool ausgeliehen. Während der Übergangssaison 2017 (Spring Series) erhielt sie einen festen Vertrag in Liverpool, wo sie bis 2019 blieb. Im Juni 2019 erhielt sie einen Zweijahresvertrag bei Manchester City. Im Mai 2021 verlängerte sie ihren Vertrag um zwei Jahre und im Februar 2023 bis Juni 2025.

### Nationalmannschaften
Coombs gewann 2009 mit der U-19-Mannschaft die U-19-Fußball-Europameisterschaft der Frauen 2009 und gehörte zum Kader, der das Finale der U-19-Fußball-Europameisterschaft der Frauen 2010 erreichte. Im Finale, das gegen Frankreich verloren wurde, konnte sie aufgrund einer beim Aufwärmen vor dem Gruppenspiel gegen Deutschland erlittenen Verletzung nicht mitspielen.
Am 23. Oktober 2015 wurde sie bei der 1:2-Niederlage gegen China eine Minute vor dem Spielende zu ihrem ersten A-Länderspiel eingewechselt. Vier Tage später wurde sie beim 1:0-Sieg gegen Australien erst in der zweiten Minute der Nachspielzeit eingewechselt, so dass in ihrer Spielstatistik bis 2023 nur eine Länderspielminute verzeichnet war. Zwar wurde sie 2020 noch mal zu einem Trainingslager nominiert, aber nicht zu Länderspielen. Erst zum Arnold Clark Cup 2023 wurde sie wieder nominiert und dabei in zwei Spielen eingesetzt.
Am 31. Mai 2023 wurde sie als eine von 23 Spielerinnen für die WM-Endrunde in Australien und Neuseeland nominiert. Mit 32 Jahren war sie die älteste Spielerin im Kader. Bei der WM wurde sie im zweiten und dritten Gruppenspiel jeweils eingewechselt. Danach kam sie nicht mehr zum Einsatz.

## Erfolge
- U-19-Europameisterin 2009
- FA-Women’s-Premier-League-Siegerin 2009/10 (mit Arsenal)
- Englische Meisterin 2015 (mit Chelsea)
- FA Women’s Cup Siegerin 2010/2011  (mit Arsenal), 2014/2015  (mit Chelsea), 2019/2020  (mit ManCity)
- Englische Ligapokalsiegerin 2021/2022  (mit ManCity)
- Arnold Clark Cup Siegerin 2023